# Přeložka Šramnického a Černického potoka
Přeložka Šramnického a Černického potoka je přeložka potoků stékajících z úpatí Krušných hor vytvořená v důsledku postupu těžby hnědého uhlí v hnědouhelném Lomu ČSA. Přeložka chrání Lom ČSA před nežádoucími přítoky vody. Zbudování bylo velmi technicky náročné, protože zahrnuje dvě štoly skrz úpatí hor. Šramnický potok končí v uklidňovací nádrži a je převeden štolou pod zámkem Jezeří do údolí Černického potoka, dále pokračuje Albrechtickou štolou pod zříceninou hradu Hausberk u Albrechtic. Štola ústí u zahrádkářské kolonie poblíž Černic. Dále přeložka protéká v mírném spádu umělým kamenným korytem severně od Černic a pod Horním Jiřetínem se vlévá do Jiřetínského potoka.
Přeložka obou potoků byla vybudována jako jedno z opatření k náhradě zrušené vodní nádrže Dřínov. Její celková délka dosahuje 8,54 kilometrů, z toho tvoří štola Jezeří 1014 metrů a štola Albrechtice 255 metrů.